# Schaefferia cassagnaui
Schaefferia cassagnaui är en urinsektsart som beskrevs av John Tenison Salmon 1964. Schaefferia cassagnaui ingår i släktet Schaefferia och familjen Hypogastruridae. Inga underarter finns listade i Catalogue of Life.